# 參議院 (泰國)
泰國參议院（皇家轉寫：Wutthisapha）是泰国国会的上議院，與泰國眾議院共同組成泰國政府的最高立法機關。
1947年，第一届泰国上議院成立，當時共有100名上議院議員，均由泰國王室任命。根据「2017年泰國憲法」，目前上議院由200名議員组成，由登記參選參議員的候選人，經過六輪互選的複雜選制間接選出。上議院議員任期五年，而且上議院無法被隨時解散。

## 歷史
1932年的暹羅立憲革命結束暹羅的絕對君主體制，改為君主立憲制。當時，暹羅的立法機構採一院制，不設上議院。在1946年，新版《泰國憲法》頒佈。時任泰國總理比里·帕儂榮指出成立兩院制的目的，乃是當時泰國普遍教育程度低下，人民未有足夠的教育程度適應新的憲法形勢。因此，除了設立由人民直選的眾議院以外，還需一個擁有高學歷人士出任參議員的參議院，以支持落實憲法與維護民眾利益。
參議院在設計上乃是防止眾議院在未經深思熟慮下通過一些法案，因此有為政策把關的功效。根據《1946年憲法》，參議院全部議員由眾議員間接選舉選出，參議員的被選人資格高於眾議院議員，即年齡不少於40歲、具有至少具有學士學位或同等學歷、工作經歷不少於5年或曾擔任部門負責人、或曾任眾議院議員，任期為6年。
然則，《1946年憲法》旋即在軍事政變後被廢除，隨後頒佈的各版本憲法中，兩院制並非常設的體制。而擁有兩院制的憲法體制中，參議員亦全數由軍方任命，多為軍方及公務人員擔任。《1997年憲法》恢復完全由選舉產生的參議院，當時的選舉制度為選出200名參議員，以全府為選區，每府選出若干名參議員，每人只能投一票，以最高票的若干名參議員當選。當時的憲法對參選人資格有嚴格規定，包括如同《1946年憲法》般限制參選人最低年齡為40歲，以及最低學歷資格為學士學位擁有者，此外亦不能擁有任何政黨的黨籍，以確保參議院超然於政黨利益影響。《1997年憲法》設立的監察機關中，包括選舉委員會、國民監督官、憲法法庭、國家人權委員會、國家反貪污委員會等機構的負責人選由參議員審查。此舉能確保整個監督政府的架構，能由公平及公正的人士充任。
然則，《1997年憲法》在2006年政變後被廢除。《2007年憲法》中，參議院被更改為一半民選，一半由法官與公務人員組成的委員會委任議員的體制。在《2007年憲法》體制中，參議院曾進行兩次選舉，包括2008年及2014年的選舉。當中，2014年3月的參議院選舉乃是在當時持續的政治不穩下舉行。當時，同年2月舉行的眾議院選舉，被憲法法庭宣布選舉違憲而無效。最終，參議院在同年5月的軍事政變後被廢除，成為當時最後一個解散的民選機關。
參議院在《2017年憲法》中獲重設，但其組成改由250名參議員全數由當時仍運作的軍政府行政機關全國維持和平秩序委員會委任（包含6個當然參議員），當中194名參議員由委員會直接委任，50名參議員由10個專業和社會群體中遴選。
2024年，泰國恢復參議院選舉，選舉為間接選舉，經過地區、省和國家三個層級的參議員參選人互選，共六輪投票後產生200名參議員。

## 組成
泰國參議院由200人組成。根據現行選舉辦法，候選人在20個社會群體中登記，然後由參選人在界別內互選，選舉分為地區、府及全國層級，共分六輪。

## 職權
泰國參議院擁有較眾議院多的政治權力，包括下列兩院共享的權力：
- 立法
- 審查
- 通過年度撥款法案
- 審查憲法修正案

以及參議院獨享的權力：
- 設立並任命委員會審查和調查事務
- 通過批准任命決議，就特定機關人員的任命上呈國王批准
  - 泰國憲法法院法官
  - 泰國選舉委員會（英语：Election Commission of Thailand）委員
  - 監察專員（英语：Ombudsman#Thailand）
  - 國家反腐敗委員會（英语：National Anti-Corruption Commission (Thailand)）、國家審計委員會（包括審計長）及國家人權委員會（英语：National Human Rights Commission (Thailand)）委員
- 建議泰國司法機構（英语：Judiciary of Thailand）部分成員的選任，或擁有實際選任權
- 自行選舉其官員
- 開除參議員資格
- 確定參議院規則和程序